# Млечна киселина
Млечна киселина (IUPAC назив 2-хидрокси пропанска киселина, структурна формула ) је хемијско једињење које се ствара путем неколико биохемијских процеса. Први ју је изоловао шведски хемичар Карл Вилхелм Шиле 1780. године. По структури је карбоксилна киселина која осим што садржи карбоксилну групу (-COOH), такође садржи и хидроксилну групу (-OH) и то на атому угљеника који је суседан карбоксилној групи. Због тога се млечна киселина сврстава и у групу алфа хидроксилних киселина (AHA).
У раствору може да изгуби протон из карбоксилне групе при чему остаје лактатни јон .
Раствара се у води или алкохолу и спада у хигроскопне супстанце. 
Молекул млечне киселине је хиралан и може да има два оптичка изомера (L и D облик) при чему је биолошки значајан L облик.

## Добијање
У организму животиња L лактат се добија од пирувата (пирогрожђане киселине) уз помоћ ензима дехидрогеназе лактата, у процесу ферментације током нормалног метаболизма или вежбања. Тај процес нарочито долази до изражаја током физичких напора или вежбања тј. у недостатку кисеоника, и долази до повећања концентрације лактата.
У индустрији млечна киселина се добија ферментацијом шећера у присуству бактерије Lactobaccilus.
(+) млечна киселина настаје при контракцији мишића и већим физичким напорима, а

(-) облик се добија врењем у присуству одређених бактерија.

## Примена
Два молекула млечне киселине могу да се полимеризују у лактид, тј. циклични лактон. Након тога различити катализатори могу да полимеризују лактиде у полилактиде, који су значајни по свом биоразградивом својству. Млечна киселина се може користити и као мономер за производњу полилактатне киселине, која се може користити као биоразградива пластика. Млечна киселина је значајна и у индустрији детерџената због својих добрих својстава, као и због тога што је природан састојак који не загађује околину.
Млијечна киселина је такођер користи у фармацеутској технологији за производњу лактата који су растворљиви у води из иначе нерастворљивих активних састојака. Има и даљну припрему у топикалној припреми и козметици за подешавање киселости и за дезинфекцију и кератолитске потребе.

## Мождани метаболизам
Иако се генерално претпоставља да је глукоза главни извор енергије у живом ткиву, постоје индиције да је то лактат, а не глукоза, који се првенствено метаболизује у неуронима мозга више сисарских врста. Међу њима су и мишеви, пацови, и људи. Према хипотези лактатног транспортера глијалне ћелије су одговорне за претварање глукозе у лактат, а за снабдевање неурона лактатом. Због ове локалне метаболичке активност глијалних ћелија, ванћелијска течност близу околних неурона снажно се разликује по саставу од крви или цереброспиналне течности, по много већој концентрацији лактата, као што је пронађено у студијама микродијализе.
Неки докази указују да је лактат важан у раној фази развоја метаболизма мозга у пренаталном и почетком постнаталног животног доба, када лактат у овим фазама има веће концентрације у телесним течностима, а које користи мозак, првенствено преко глукозе. Такође се претпоставља да лактат може бити веома активан преко ГАБА мреже у развоју мозга, чинећи их више инхибиторним него што се раније претпостављало делујући било путем боље подршке метаболита, или алтернативно на бази нивоа интрацелуларних  вредности, или обоје.
Истраживања можханих препарата мишева, показују да бета-хидроксибутират, лактат и пируват делују као оксидацијске енергетске подлоге, узрокујући пораст у NAD(P)H фази оксидације, јер глукоза није била довољна као енергент током интензивне синапсне активности и, коначно, да лактат може бити ефикасан енергетски супстрат, који је способан за одржавање и побољшање аеробног енергетског метаболизма мозга ин витро. Студија даје нове податке о двофазној NAD(P)H флуоресценцији транзијената, што је важан физиолошки одговор неуронске активације који је репродукован у многим студијама и за шта се верује да потиче углавном од активности директне промене концентрације у ћелијском NADH базену.

## Тестирање крви
Тестови крви за лактат се изводе како би се утврдио статус киселинске хомеостазе у организму. Узимање узорака крви за ову сврху, често је из артерија (чак и ако је теже него венепункција), јер се садржај лактата знатно разликује између артеријске и венске крви, а артеријски ниво је бољи представник за ту сврху.
| Извор узорка | Доња граница | Горња граница | Јединица |
| Вена         | 4,5          | 19,8          |          |
| Вена         | 0,5          | 2,2           |          |
| Arterija     | 4,5          | 14,4          |          |
| Arterija     | 0,5          | 1,6           |          |

Током порођаја, ниво лактата у фетусу може бити квантификован тестирањем крви на феталном скалпу.

## Прекурсор полимерар
Две молекула млечне киселине могу бити дехидрирана у лактон и лактид. У присуству катализатора, лактид, атактно или синдиотактно полимеризује полилактиде (PLA), који су биоразградиви полиестери. PLA је пример пластике која потиче из петрохемије.

## Храна
Млечна киселина се налази првенствено у производњи варијанти киселог млека, као што су кумис, лабан, јогурт, кефир, неки сиреви, и камбуча. Казеин је у ферментисаном млеку коагулише помоћу млечне киселине. Млечна киселина је такође одговорна за кисели укус хлеба сурдук.
У неким базама података о храни (у САД и другим) млечна киселине је укључена под појмом „угљени хидрати” (или „угљени хидрати по разлици”), јер то укључује све осим воде, протеина, масти, пепела и етанола. То значи да се вредност од 4 калорије по граму, млечне киселине може користити у израчунавању енергетске вредности хране.
У производњи пива неких стилова (кисело пиво) намерно се додаје млечна киселина. Најчешће је природно произведена деловањем разних сојева бактерија. Ове бактерије ферментишу шећере у киселине, за разлику од квасца, који ферментише шећер у етанол. Једна таква варијанта је белгијски Ламбик. Након хлађења сладовине, квасци и бактерије се „обарају” (таложе) у отвореним ферменторима. Већина пивара које производе уобичајене стилове пива осигуравају да такве бактерије не доспеју у ферментор. Неки од киселих типови пива су: Berliner Weisse, фландерско црвено и америчко дивље пиво.
У производњи вина, природно или под контролом, често се користи бактеријски процес за претварање природно присутне јабучне киселине у млечну киселину, да се смањи оштрина и из због других разлога везаних за окус. Ова млечна ферментација се постиже деловањем бактерија млечнокиселинског врења рода Lactobactis''.
Као прехрамбени адитив дозвољена је за употребу у ЕУ, САД, Аустралији и Новом Зеланду. У списковима по ИНС је наведена под бројем 270 или као Е број Е270. Млечна киселина се користи као конзерванс хране, лековити и ароматски агенс. Састојак је у обради хране и средствима за деконтаминацију током прераде меса.
Млечна киселина се комерцијално производи ферментацијом угљених хидрата, као што су глукоза, сахароза или лактоза или хемијском синтезом. Извори угљених хидрата су кукуруз, шећерна репа и шећерна трска.

## Налажење
Главни извори млечне киселине су млечни производи као што је јогурт, кефир и неке врсте сирева и хлебова. Такође се може наћи у неким врстама вина.